# Dorle Baumann
Dorle Baumann (* 13. September 1947 in Freiberg) ist eine deutsche Politikerin (SPD).
Baumann legte 1967 das Abitur ab, 1972 das Staatsexamen und wurde 1977 promoviert. Im selben Jahr wurde sie Lebensmittelchemikerin beim Zoll. Sie ist zudem Vorsitzende des Vereins „Kultur im Münchner Süden“.
1971 trat Baumann in die SPD ein. Sie war dort Vorsitzende der SPD-Frauen Oberbayern. Von 1990 bis 2003 saß sie für den Wahlkreis Oberbayern im Bayerischen Landtag. Dort gehörte sie unter anderem dem Medienrat und dem Untersuchungsausschuss gegen Peter Gauweiler an. 

## Auszeichnungen
- 2010 Bayerischer Verdienstorden